# Tribolium hispidum
Tribolium hispidum là một loài thực vật có hoa trong họ Hòa thảo. Loài này được (Thunb.) Desv. miêu tả khoa học đầu tiên năm 1831.